# Damian Hugo von Schönborn-Buchheim
Damian Hugo Philipp von Schönborn-Buchheim (Magonza, 19 settembre 1676 – Bruchsal, 19 agosto 1743) è stato un cardinale e vescovo cattolico tedesco.
Fu cardinale e principe-vescovo di Spira dal 1721 nonché principe-vescovo di Costanza dal 1740.

## Biografia

### I primi anni

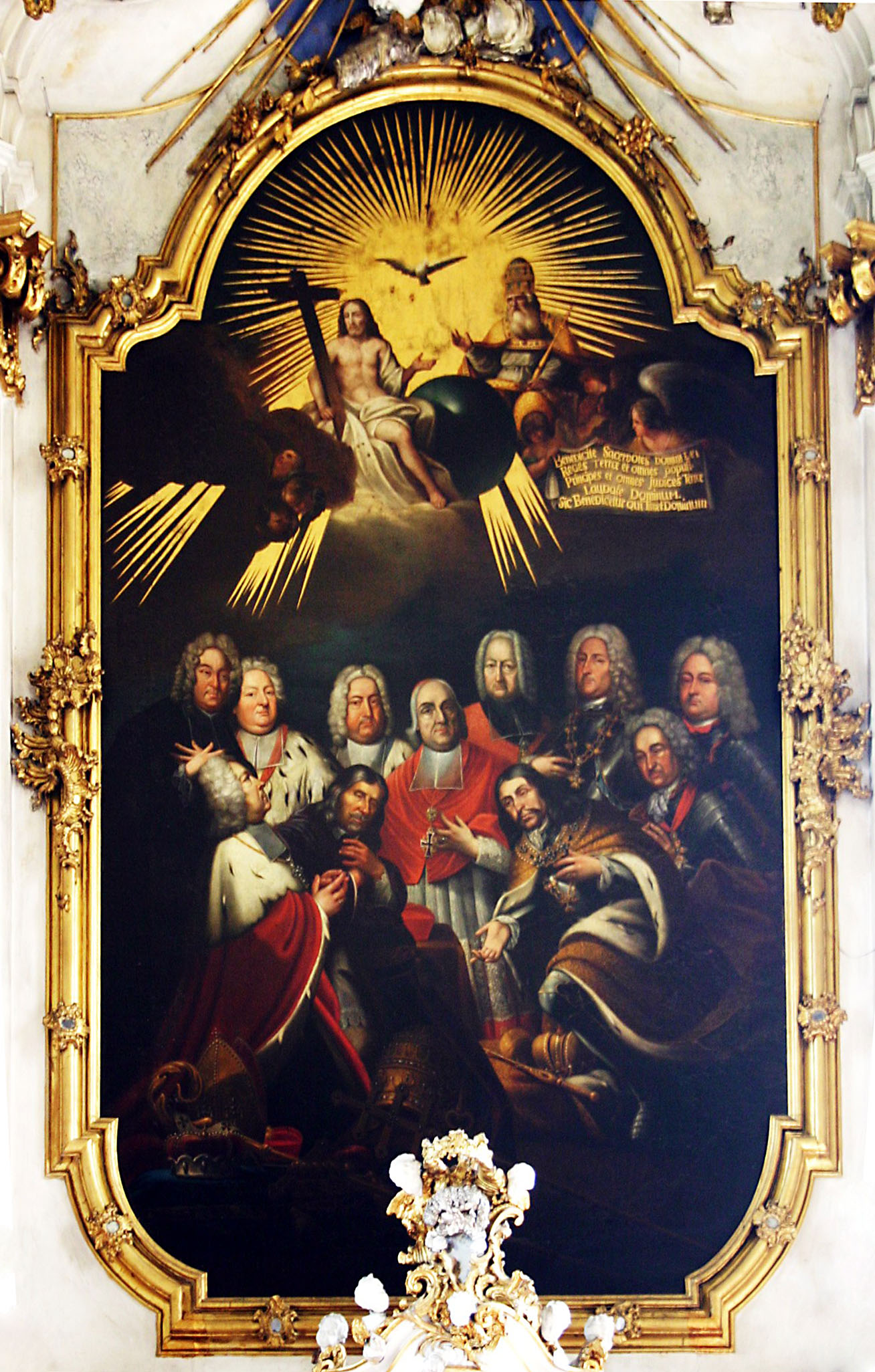
Pala d'altare della chiesa parrocchiale di Gaibach nella quale vengono mostrate le tre generazioni di membri della casata von Schönborn tra cui compare lo stesso Damian Hugo

Damian Hugo Philipp nacque il 19 settembre 1676, terzo di 18 figli (di cui quattordici raggiunsero la maggiore età) avuto dal conte Melchior Friedrich von Schönborn-Buchheim, consigliere privato dell'Imperatore, ministro di stato e gran maresciallo del Sacro Romano Impero, con sua moglie, Maria Sophia von Boineburg, figlia del ministro di stato di Magonza. Suo zio era il principe Lothar Franz von Schönborn, e suoi fratelli erano il principe-vescovo Franz Georg von Schönborn-Buchheim, Friedrich Karl von Schönborn e Johann Philipp Franz von Schönborn. Egli ricevette una profonda educazione religiosa, ma non venne subito elevato alla carica sacerdotale.
Ricevette la prima educazione privatamente presso il castello di famiglia a Magonza, continuando poi al Ginnasio dei Gesuiti di Würzburg, passando poi all'Università di Magonza dal 1693 al 1695 ed al Collegium Germanicum di Roma ove studiò col fratello Franz Erwein. Fu durante questo periodo che tra l'altro fu studente di Giovanni Battista Tolomei, gesuita e futuro cardinale. Nel 1698 passò allo studio presso l'Università di Lovanio, anno quello in cui ricevette anche la tonsura chiericale.

### La carriera diplomatica al servizio dell'Ordine Teutonico e dell'Imperatore
Entrato giovanissimo nell'Ordine Teutonico, combatté nel 1698-1699 nelle armate dell'Imperatore Leopoldo I guidando una propria compagnia. Prestò servizio durante questo periodo sotto il comando di diversi generali tedeschi di rilievo come il feldmaresciallo conte Karl Johann von Thüngen. Nel 1699, ad Altenbiesen, presso Maastricht, ricevette ufficialmente la propria investitura a cavaliere teutonico e fece la sua professione id fede. L'anno successivo, venne trasferito al baliaggio dell'Assia ed ottenne il titolo di commendatore di Felsberg, presso Kassel, sempre per conto dell'ordine. Poco dopo ottenne la commenda di Oberflörsheim e nel 1703 la commenda di Marburgo (incarico che ricoprirà sino alla propria morte). Fu nel contempo anche consigliere dell'Alto Consiglio Teutonico dove suo zio, l'arcivescovo di Magonza, era presidente. Nel 1706, fu ambasciatore dell'ordine presso la corte imperiale, dove venne ricevuto dall'imperatore Giuseppe I che confermò all'ordine i suoi privilegi ed al gran maestro l'investitura dei feudi già dell'ordine. Nel 1708 l'imperatore lo nominò suo rappresentante autorizzato nel distretto della Bassa Sassonia, col compito di amministrare il territorio di Hadeln contro le pretese dell'Hannover. Passò quindi alla gestione delle difficili aee che erano state conquistate nell'ambito della Guerra del Nord ed incrementò così l'influenza dell'impero nell'area del Brandeburgo-Prussia. Presenziò al Congresso di Brunswick del 1712 come ambasciatore.

### Il cardinalato
Su suggerimento del re polacco Augusto III, egli venne inviato presso Papa Clemente XI nel 1713 il quale lo comprese nel novero del collegio dei cardinali in pectore, dal momento che ancora non aveva ricevuto la consacrazione sacerdotale. Malgrado la sua partecipazione a due concavi, Hugo Damian rimase nella curia romana senza alcuna influenza. La sua creazione a cardinale venne pubblicata nel concistorio del 29 maggio 1715 ed il papa gli inviò la berretta cardinalizia il 28 giugno di quello stesso anno.

### L'episcopato a Spira

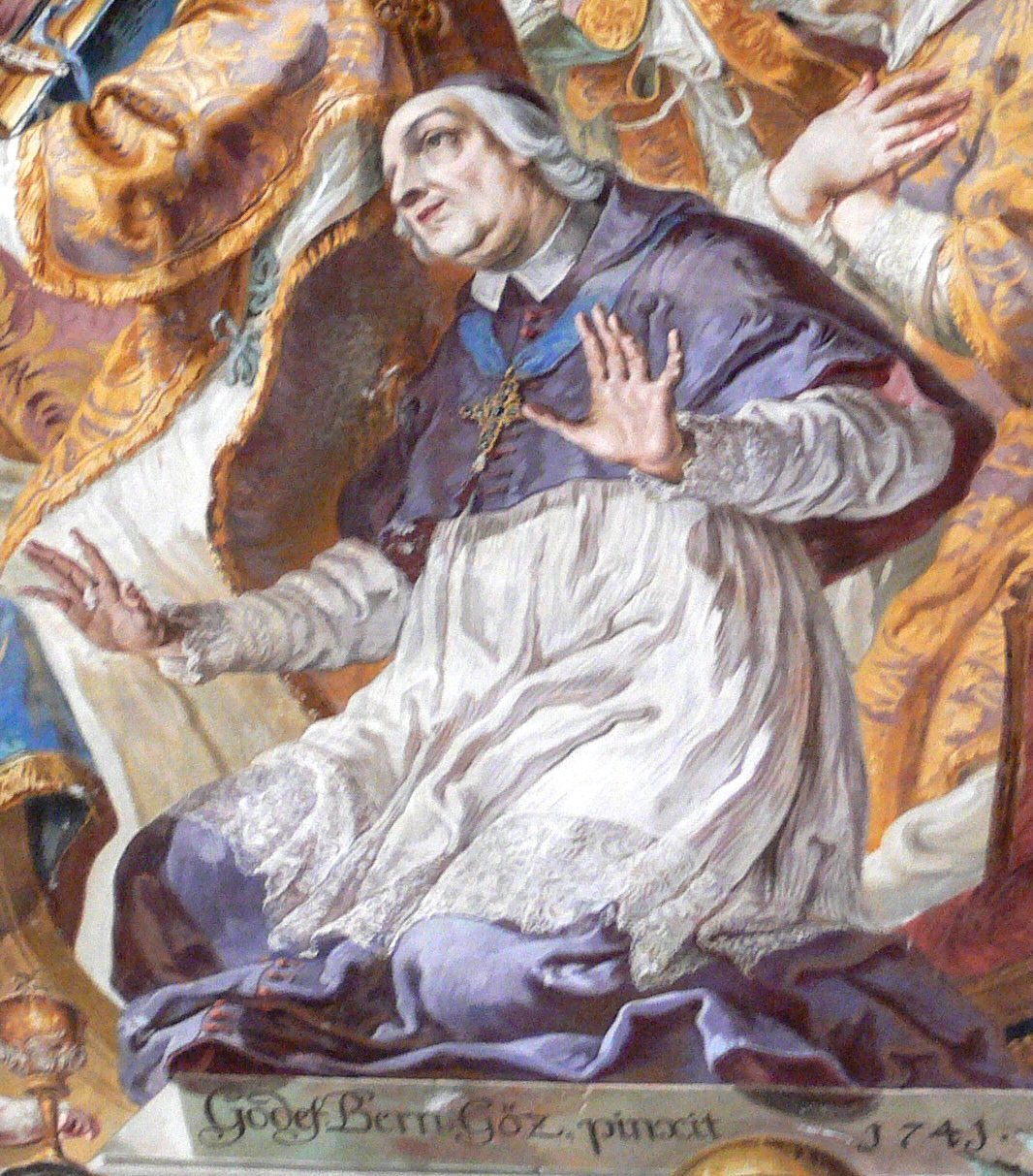
Affresco di Gottfried Bernhard Göz raffigurante Hugo Philipp von Schönborn-Buchheim, conservato sul soffitto della galleria del Neuen Schlosses di Merseburg

Nel 1716, venne prescelto da suo zio Lothar Franz a succedere alla cattedra episcopale di Spira, preconizzandolo vescovo coadiutore con diritto di successione il 5 ottobre di quello stesso anno. Questo fatto scatenò delle proteste con la città di Spira che notoriamente influenzava notevolmente l'elezione del nuovo vescovo che nel contempo era anche principe del locale principato. Sino alla morte del vescovo di Spira in carica, Heinrich Hartard von Rollingen, il vescovo coadiutore non poté esercitare influenza sulla diocesi, venendo poi eletto ufficialmente alla cattedra episcopale il 30 novembre 1719. Divenne nel contempo prevosto delle chiese di Weissenburg e Odenheim nonché ministro di stato a Magonza e dell'Ordine Teutonico.
Data la sua nuova posizione, decise di intraprendere a tutti gli effetti la carriera sacerdotale, venendo ordinato il 15 agosto 1720 e ricevendo la propria consacrazione episcopale il 24 febbraio 1721 a Bruchsal, per mano di Johann Edmund von Jugenfeld, vescovo titolare di Mallo, coadiuvato da Johann Baptist Gegg, vescovo titolare di Trapezopoli, e da Johann Hahn, vescovo titolare di Metellopoli.
Data la sua nomina cardinalizia, prese parte al conclave del 1721 che elesse papa Innocenzo XIII, giungendo a Roma il 7 maggio, il giorno prima della sua conclusione, con un grande entourage. Il 16 giugno di quello stesso anno ottenne dal nuovo pontefice il titolo di San Nicola in Carcere S. Nicola in Carcere, optando dal 10 settembre di quello stesso anno per l'ordine dei cardinali presbiteri e vedendosi assegnato il titolo di San Pancrazio fuori le mura. Gli venne garantita dal 10 marzo 1722 una dispensa per essere eletto vescovo coadiutore a Costanza e venne eletto dal so capitolo il 18 maggio successivo con diritto di successione a quella sede. Non prese parte al conclave del 1724 che elesse papa Benedetto XIII, ma colse in quello stesso anno l'occasione per fondare un seminario a Bruchsal per la formazione di nuovi sacerdoti che, una volta all'anno, dovevano prendere parte a degli esercizi spirituali. Membro della Sacra Congregazione per il Concilio di Trento dal 1725, prese alla lettera molte delle risoluzioni dei padri conciliari e fece applicare molti decreti sulla scuola cattolica e sull'istruzione del clero.
Optò quindi per il titolo cardinalizio di Santa Maria della Pace il 23 dicembre 1726 e prese parte al conclave del 1730 che elesse a pontefice Clemente XII, ma fu costretto a lasciare il conclave il 1º luglio di quello stesso anno a causa delle sue condizioni di salute precarie (aveva contratto tempo addietro una forma di malaria che era stata mal curata) e non fu presente direttamente all'elezione del nuovo papa il 12 luglio successivo. Non prese parte nemmeno al conclave del 1740 che elesse papa Benedetto XIV. Con l'aiuto dei fratelli, succedette alla sede episcopale di Costanza il 12 luglio 1740, succedendo a Johann Franz von Stauffenberg.

#### Gli anni dello splendore dell'"Era Schönborn"

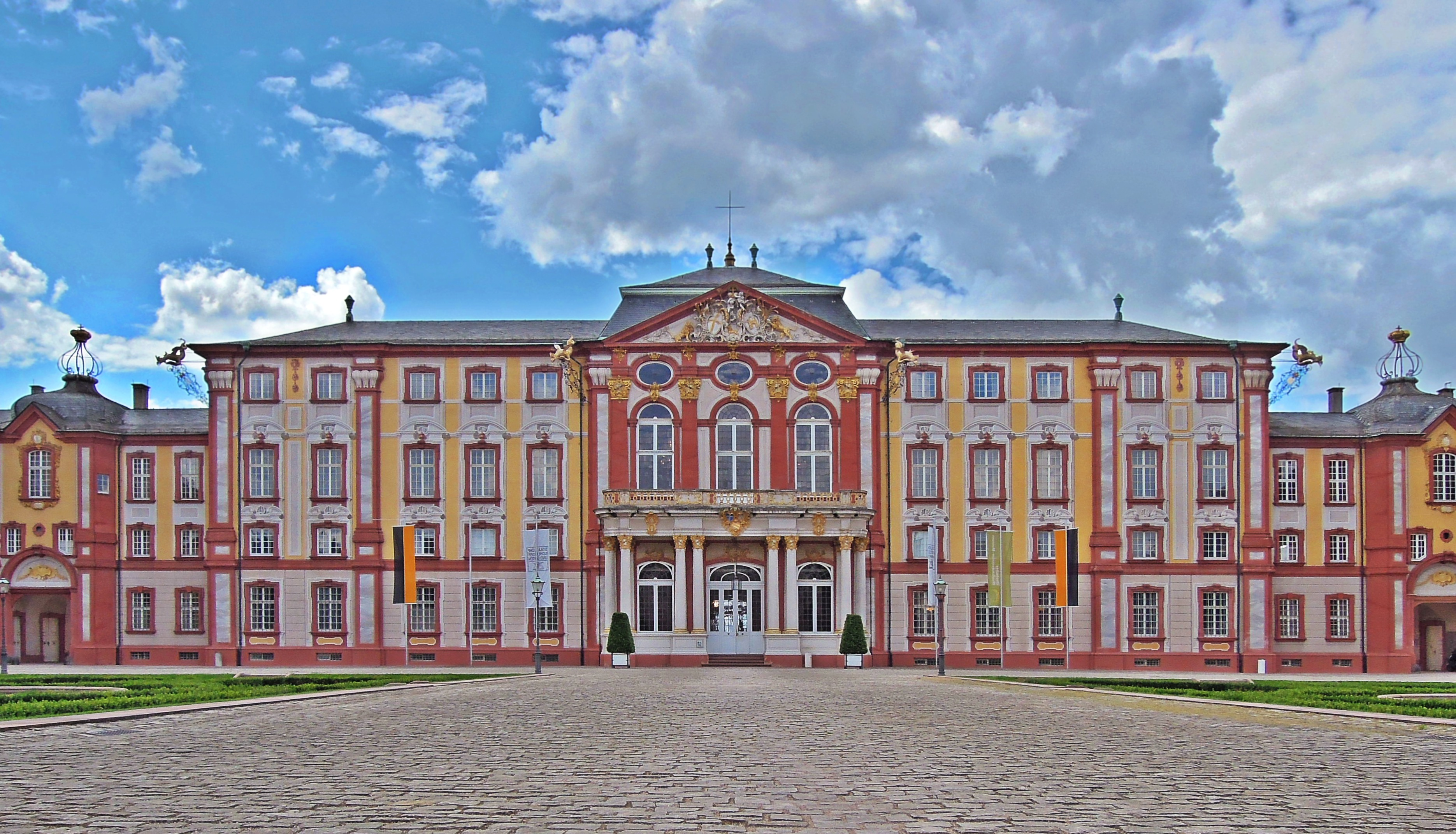
Il Castello di Bruchsal fu certamente l'elemento più rappresentativo dell'"Era Schönborn" nella diocesi di Spira

L'elezione di von Schönborn all'episcopato di Spira, inaugurò un periodo di grande splendore e ricchezza per la città e per il suo episcopato. Durante l'episcopato, la diocesi raggiunse il suo picco con quasi un ventennio di pace e prosperità (interrotto solo dalla Guerra di successione polacca dal 1733 al 1735) che permisero la riattivazione della chiesa e della vita di stato. Fiorì così il consolidamento culturale ed economico del principato, predisponendo un budget adeguato a sostenere le spese per il materiale dei numerosi progetti di costruzione avanzati in quegli anni.
Uno dei principali punti della sua politica di splendore fu lo spostamento della residenza vescovile a Bruchsal, dove egli fece realizzare un magnifico castello, adatto al suo status di principe della chiesa. Questo drastico deradicamento dalla città capitale era dovuto al fatto che il consiglio cittadino di Spira (prevalentemente protestante) gli aveva negato i fondi per il restauro dell'antico palazzo vescovile in città e continuamente gli si opponeva, costringendolo a ricercare altrove la soluzione. Il progetto del palazzo iniziò nel 1722 e venne diretto inizialmente da Maximilian von Welsch per poi essere portato avanti dal famoso architetto tedesco Balthasar Neumann dal 1728, anche se il vescovo morì prima che questo potesse essere completato. La costruzione della residenza costò al cardinale circa un milione di talleri ed altri 1,8 milioni di talleri al suo successore per il suo completamento.
Oltre alla residenza di Bruchsal, il von Schönborn inaugurò la costruzione della chiesa di San Pietro che era stata distrutta nel 1689 e che venne ricostruita come una tomba in onore del vescovo. Fece ricostruire l'antico castello dei vescovi come propria residenza estiva e Kislau Waghdusel come romitaggio, non lontano da un santuario locale. Così impegnato in tutti questi progetti, von Schönborn si dimenticò completamente dei necessari restauri che già erano iniziati nella cattedrale di Spira, entrando così in conflitto col capitolo della cattedrale che desiderava dare prevalenza a quel progetto di cui avrebbe beneficiato l'intera comunità. Suo zio l'arcivescovo, e Franz Georg, suo fratello che era decano del capitolo della cattedrale, intervennero personalmente nella disputa. Il capitolo si rivolse all'imperatore, mentre il cardinale Schönborn alla curia romana. Papa Benedetto XIII chiese al cardinale di ascoltare le richieste del capitolo, ma nel 1730 l'imperatore annullò la giurisdizione del capitolo in tale materia. A questo punto il cardinale, trovandosi dibattuto, chiese un parere legale all'Università di Lovanio ma non si trovò un accordo tra le parti, anche se il cardinale per i suoi numerosi contatti nel mondo ecclesiastico e con la curia, ne uscì visibilmente vincitore.
Hugo Damian morì nel 1743 nel castello di Bruchsal a causa di una malaria mal curata che aveva contratto a Roma all'epoca dei suoi studi e che si era protratta negli anni causandogli continui problemi di salute. La sua salma venne esposta alla pubblica venerazione e poi sepolta nella chiesa di San Pietro della città, che egli stesso aveva fatto ricostruire come suo mausoleo.
Per ricordare la costruzione del castello di Kislau, nel 1972 il comune di Bad Schönborn mutò nome in suo onore.

## Genealogia episcopale
La genealogia episcopale è:
- Cardinale Guillaume d'Estouteville, O.S.B.Clun.
- Papa Sisto IV
- Papa Giulio II
- Cardinale Raffaele Riario
- Papa Leone X
- Papa Clemente VII
- Cardinale Antonio Sanseverino
- Cardinale Giovanni Michele Saraceni
- Papa Pio V
- Cardinale Innico d'Avalos d'Aragona, O.S.Iacobi
- Cardinale Scipione Gonzaga
- Patriarca Fabio Biondi
- Papa Urbano VIII
- Cardinale Cosimo de Torres
- Cardinale Francesco Maria Brancaccio
- Vescovo Miguel Juan Balaguer Camarasa, O.S.Io.Hier.
- Papa Alessandro VII
- Arcivescovo Maximilian Heinrich von Bayern
- Vescovo Johann Heinrich von Anethan
- Arcivescovo Anselm Franz von Ingelheim
- Vescovo Matthias Starck
- Arcivescovo Franz Lothar von Schönborn
- Vescovo Johann Edmund Gedult von Jungenfeld
- Cardinale Damian Hugo Philipp von Schönborn-Buchheim

## Onorificenze

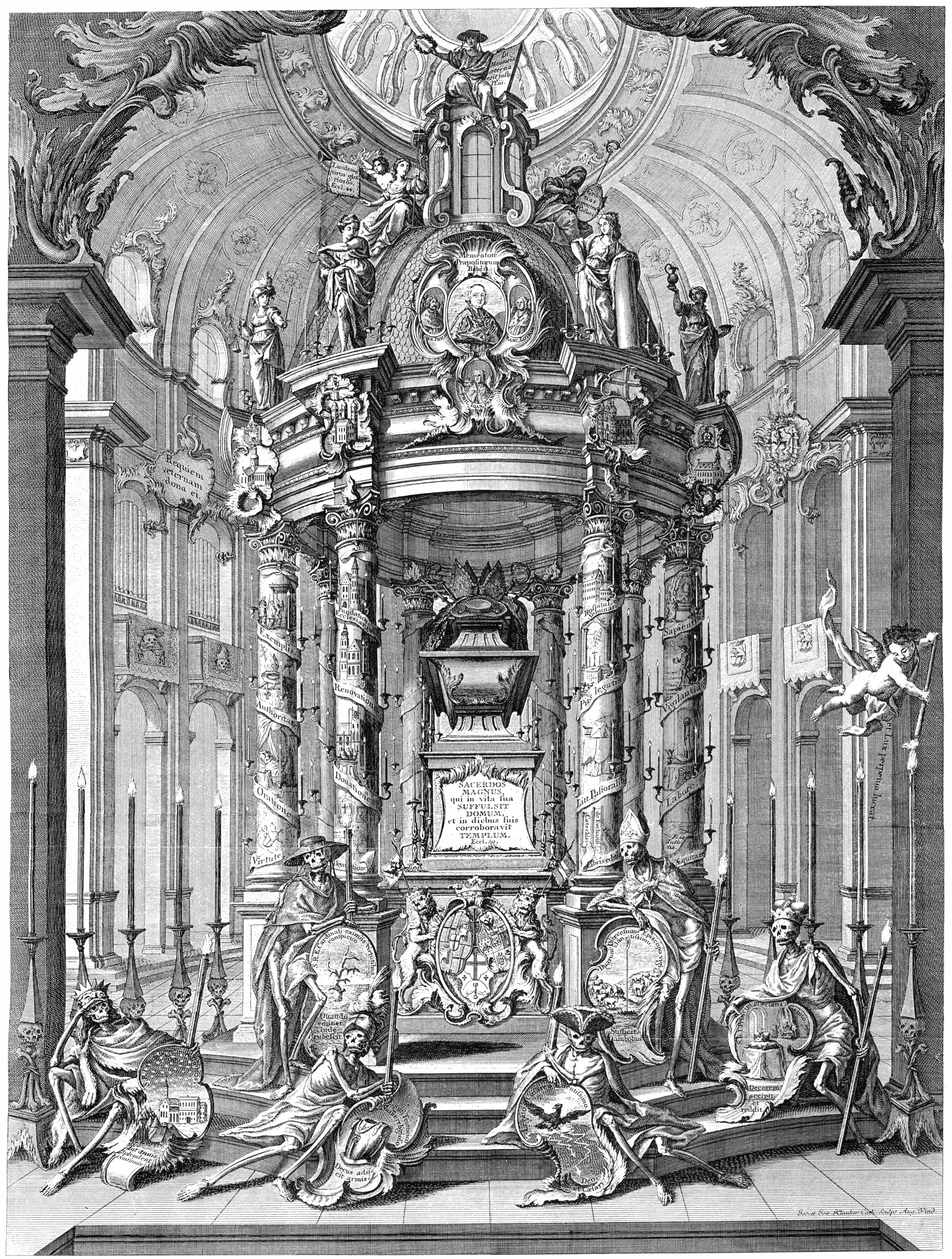
Il cenotafio di Damian Hugo von Schönborn-Buchheim